# Michèle Paret
Pour les articles homonymes, voir Paret (homonymie).
Michèle Paret,  née à Nice le 5 juillet 1955, est une navigatrice française.

## Biographie
Elle vit en Suisse  avec Dominique Wavre rencontré lors de la Whitbread 1989-1990, elle était sur Maiden, skippé par Tracy Edwards et Dominique sur Merit. 

## Palmarès
- 1981/1982/1983/1984 Tour de France à la Voile
- 1987 :
  - mini Transat sur Coco Girl avec Claude Harlé
  - Transat Lorient/Saint Pierre et Miquelon/Lorient
- 1988 : Tansat route de la Découverte Cadiz Saint Domingue sur Maiden (60 pieds)
- 1989/1990 : 2e de classe 60 WITHEBREAD (1er bateau féminin en course autour du monde 2 victoires d'étape)
- 1991 : 2e Tour de France à la Voile sur Défi Français pour la coupe de l'América
- 1993 : 1re étape Whitbread sur US Women's Challenge/Heineken (chef de quart)[2]
- 1994 :
  - 14e de la Transat AG2R avec Catherine Chabaud sur Whirlpool
- 1995 :
  - Tour de l'Europe sur Whirlpool catamaran 60 pieds
- 1996 :
  - 5e de la Transat AG2R avec Dominique Wavre sur Cupidon
  - 3e de la Transat Québec-Saint-Malo sur Whirpool/Femme/Europe2
- 1997 :
  - Record Féminin de la Traversée Atlantique Nord sur Royal sun Alliance (catamaran 28 m)
- 1998 :
  - Solo Porquerolles
  - Solitaire du Figaro sur Carrefour Prévention
  - 2e de la Transat AG2R  avec Dominique Wavre sur Carrefour Prévention
- 1999 :
  - Solitaire du Figaro sur Carrefour Prévention
  - Porquerolles Solo sur Carrefour Prévention
- 2001 : 7e de la Transat Jacques-Vabre avec Dominique Wavre sur Temenos (60 pieds IMOCA) en 17 jours, 5 heures et 30 minutes[3].
- 2002 : 4e de la Regatta Rubicon (France/Canaries/Italie) avec Dominique Wavre sur Temenos
- 2003 :
  - 7e de la Transat Jacques-Vabre avec Dominique Wavre sur Carrefour Prévention (60 pieds IMOCA) en 19 jours, 12 heures, 54 minutes et 40 secondes[4].
  - 3e de la Fastnet Race sur Chaman 3 (60 pieds IMOCA)
- 2007 :
  - 4e de la Calais Round Britain sur Temenos (60 pieds IMOCA)
  - 4e de la Fastnet Race sur Temenos II (60 pieds IMOCA)
- 2008 : 3e de la Barcelona World Race avec Dominique Wavre sur Temenos II en 98 jours, 6 heures, 9 minutes et 10 secondes[5]

- 2011 :
  - 8e de la Transat Jacques Vabre sur Mirabaud
  - Barcelona World Race Abandon à la suite d'un démâtage, Mirabaud (60 pieds IMOCA) en double avec Dominique Wavre[6].
- 2014 : 1er Bol d'OR sur Ardizio [réf. nécessaire]